# AS-202
AS-202 (англ. Apollo-Saturn 202, Аполлон-Сатурн-202) — безпілотний суборбітальний випробувальний політ за американською космічною програмою Аполлон. Третій запуск двоступеневої ракети-носія Сатурн-1Бі.
Для запуску використовувались: перший ступінь (ІБі), другий ступінь (IVБі), відсік приладів, космічний корабель, система порятунку на старті.

## Підготовка
Після доставки на космодром виявилося, що корабель № 009 не ідентичний кораблю № 011, що затримало підготовку запуску AS-202, тому AS-202 став третім запуском ракети-носія Аполлон і відбувся після AS-203.
2 липня 1966 було встановлено корабель № 011 після трьох місяців підготовки.
При підготовці виникали проблеми з друкованими платами. Після запуску AS-203 5 липня усі друковані плати перенесли зі стартового комплексу № 37 до комплексу № 34, що значно знизило тривалість завантаження комп'ютера на космодромі.
Показовий зворотний відлік почався 29 липня і тривав тиждень. Впродовж цього періоду відбулося два тренування з аварійного виходу екіпажу з корабля.
16 серпня відбулась успішна перевірка готовності до польоту.
25 серпня зворотний відлік зупинявся:
- на 60 хвилин для вирішення проблеми з бортовим комп'ютером під час перевірки системи живлення;
- на 48 хвилин для виправлення комп'ютерної проблеми;
- на 41 хвилину для вирішення проблеми з процесором на кораблі служби стеження за польотом[en];
- на 5 хвилин для оцінки роботи індикатора низького рівня палива на першому ступені.

## Політ
25 серпня 1966 AS-202 успішно стартував з космодрому на мисі Канаверал.
Після відокремлення обох ступенів ракети-носія службовий відсік вмикав двигун чотири рази, загалом на 3 хвилини 35 секунд, внаслідок чого апарат вийшов на орбіту з висотою 1 128,6 км.
Після трьох перевірок можливості швидкісного вмикання двигунів службовий модуль відокремився.
Командний модуль увійшов до атмосфери зі швидкістю понад 8 900 км/сек (32 000 км/год). Назовні апарат розігрівся приблизно до 1500 °C, температура всередині не перевищила 21 °C.
Головні парашути розкрилися на висоті 7250 м. О 18:49 UTC, через 93 хвилини після запуску,апарат приводнився в Тихому океані в точці з координатами 16,11° пн.ш 168,97° сх.д., приблизно за 800 км на південний схід від острова Вейк, за 370 км від запланованого місця.
Авіаносець Хорнет виловив капсулу 26 серпня о 03:17 UTC
Другий політ з випробуванням головних систем космічного апарат, друге випробування теплозахисного щита командного модуля, перше використання паливних елементів у системі живлення.

## Наслідки
Теплозахисний щит командного модуля спрацював відмінно. Ступінь Сатурн IVБі було оголошено придатним для пілотованих польотів.